# Sint Jacobsbrug
De Sint Jacobsbrug is een gemetselde boogbrug met ijzeren balusterleuningen in het centrum van de stad Delft, in de Nederlandse provincie Zuid-Holland. De brug is vermoedelijk gebouwd in de 18e eeuw en is een rijksmonument.

## Naamgeving
Aan de Koornmarkt kwamen vroeger de graanschippers samen. De gemetselde boogbrug is genoemd naar de patroonheilige van het schippersgilde.
Uit een charter van graaf Floris V uit 1268 zou kunnen worden opgemaakt dat de brug toen 'Gasthuisbrug' genoemd werd.